# Partimen
Das Partimen (provenzalisch partimen „Teilung, Dilemma“) ist eine lyrische Gattung der Trobadordichtung des Mittelalters. Das der italienischen Tenzone verwandte Streitgedicht wurde meist von zwei Dichtern in gemeinsamer Arbeit verfasst. Es ist dem altfranzösischen Jeu parti nachgebildet und trägt deshalb auch die Bezeichnung Joc partit.
Das Thema, das vorwiegend aus dem Bereich der Minne stammte, wurde im Partimen zu Beginn in Form einer dilemmatischen Frage aufgestellt und unter dem Gesichtspunkt zweier Alternativen in einem gesungenen Wettstreit diskutiert. Eine abschließende Entscheidung ergab sich jedoch nicht. Das Partimen wurde zwischen dem ausgehenden 12. und dem Ende des 13. Jahrhunderts gepflegt. Die Bezeichnung erscheint jedoch noch im 14. Jahrhundert vereinzelt in Handschriften. Eine vergleichbare Form ist der italienische Contrasto. Im deutschsprachigen Minnesang traten über die Tradition des Streitgedichts hinaus keine vergleichbaren Genres auf.